# حقوق بشر در مصر در دوران شورای نظامی

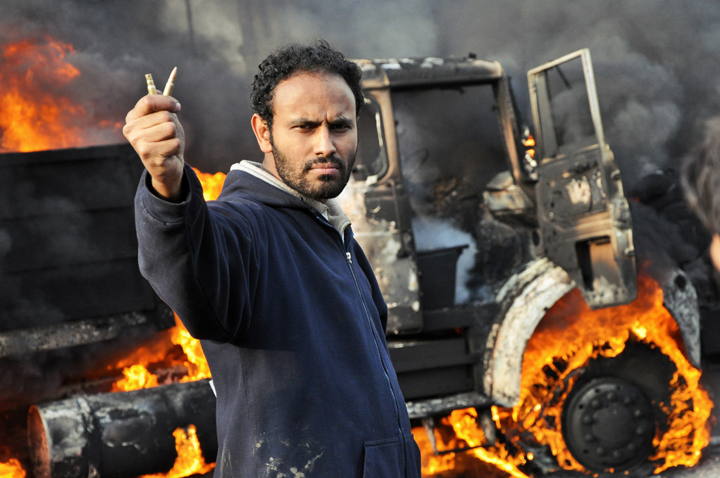
یک تظاهرکننده تعدادی پوکه گلوله را که ارتش در جریان حمله به میدان آزادی در روز ۹ آوریل ۲۰۱۱ شلیک کرده بود را نشان می‌دهد. این حمله باعث کشته شدن حداقل دو نفر از تظاهرکنندگان و مجروح شدن ده‌ها نفر گردید.

حقوق بشر در مصر در دوران شورای نظامی (عربی: المجلس الأعلى للقوات المسلحة) و در جریان انقلاب ۲۵ ژانویه در ۱۱ فوریه ۲۰۱۱ که محمد حسنی مبارک به‌دنبال آن برکنار شد و شورای عالی نیروهای مسلح، حاکمیت را به‌دست گرفت با بسیاری از انتقادات مواجه شد.

## تشکیل دادگاه نظامی برای شهروندان
در ۱۵ مه ۲۰۱۱ تعداد زیادی از تظاهر کنندگان در مقابل سفارت اسرائیل در قاهره تجمع کردند ولی نیروهای امنیتی و پلیس نظامی از گاز اشک آور و گلوله‌های واقعی علیه آنان استفاده نمودند، که باعث زخمی شدن ۳۵۳ تظاهر کننده و دستگیری ۱۸۰ نفر گردید.
حدود ۵۶۰۰ شهروند در چهارماهه اول حکومت شورای عالی نیروهای مسلح در مقابل دادگاه‌های نظامی قرار گرفتند.

در بعدازظهر ۲۸ ژوئیه ۲۰۱۱ درگیریهایی در میدان آزادی و نزدیک وزارت کشور بین نیروهای پلیس و بعضی از خانواده‌های قربانیان انقلاب ۲۵ ژانویه بوقوع پیوست و تا حوالی صبح روز بعد ادامه داشت.

## قتل شهروندان
ارتش یک مهندس برق ۲۴ ساله ـ بنام رامی فخری ـ را دریک نقطه بازرسی ناشناخته در استان دمیاط به ضرب گلوله به قتل رساند بنا به روایت غیر دقیق شاهدان وی در فاصله‌ای نزدیک با خودرو متوقف شده بود که متوجه تبادل آتش در مقابل خودش و بین ارتش و بعضی از نفرات دیگر می‌شود و هنگامی که قصد دور شدن از محل را داشته سه گلوله به‌طرف او شلیک می‌شود. روایات دیگری نیز در بین مردم شایع شده بود ولی به‌هرحال رئیس شورای عالی نظامی تحقیقاتی را در این زمینه انجام داد.

## سانسور
در ۳۰ می ۲۰۱۱ دادستان نظامی تعدادی از فعالان سیاسی و مجریان برنامه‌های تلویزیونی را بعد از اینکه در تلویزیون اون تی وی تعدادی از فعالان را دعوت کرده بودند و دراین برنامه مسئولیت شکنجه و آزار و اذیت تظاهرکنندگان را متوجه تعدادی از فرماندهان پلیس نظامی دانسته و به آن‌ها در این زمینه انتقاد کرده بودند، احضار نمود؛ و پس از گرفتن ضمانت‌هایی آن‌ها را آزاد کردند.

## شکنجه
در ۹ مارس ۲۰۱۱ رامی عصام یک دانشجو و خواننده ۲۳ ساله مصری توسط پلیس نظامی دستگیر شد، این واقعه بعد از اینکه ارتش به منظور برچیدن چادرهای اعتصاب کنندگان در میدان آزادی به آن‌ها هجوم آورده و بیش از ۱۰۰نفر را بازداشت نمود که رامی عصام هم در بین آن‌ها بود اتفاق افتاد. بنا به گفته رامی عصام وی مورد ضرب و شتم و شکنجه نیز قرار گرفته بود.

## ناپدید شدگان
گزارشی از کمیته کشف حقیقت برای بررسی «افراد گم شده در وقایع انقلاب در مصر» به رئیس‌جمهور محمد مرسی ارسال شد. برخی از مقالات این گزارش توسط روزنامه گاردین انگلیس منتشر شد که نشان دهنده دخالت نیروهای مسلح مصری در مخفی کردن افراد مفقود شده پس از ورود به زندان‌های پلیس نظامی است.